# Satz von Vieta
Der Satz von Vieta oder auch Wurzelsatz von Vieta ist ein mathematischer Lehrsatz aus der elementaren Algebra. Benannt ist er nach dem Mathematiker François Viète, der ihn in seinem postum erschienenen Werk De aequationum recognitione et emendatione tractatus duo (Zwei Abhandlungen über die Untersuchung und Verbesserung von Gleichungen) bewies.
Der Satz macht eine Aussage über den Zusammenhang zwischen den Koeffizienten und den Lösungen einer quadratischen Gleichung. Für den allgemeinen Fall der algebraischen Gleichungen ist dieser Zusammenhang aus der Theorie der elementarsymmetrischen Polynome bekannt.

## Die Aussage und ihre Umkehrung
Der Satz von Vieta besagt: Sind {\displaystyle x_{1}} und {\displaystyle x_{2}} die beiden Lösungen der quadratischen Gleichung {\displaystyle x^{2}+px+q=0}, dann ist
{\displaystyle x_{1}+x_{2}=-p\quad {\text{und}}\quad x_{1}\cdot x_{2}=q.}
Es gilt auch die Umkehrung des Satzes: Erfüllen {\displaystyle x_{1},x_{2},p} und {\displaystyle q} die Gleichungen {\displaystyle x_{1}+x_{2}=-p} und {\displaystyle x_{1}\cdot x_{2}=q}, so sind {\displaystyle x_{1}} und {\displaystyle x_{2}} die beiden Lösungen der Gleichung
{\displaystyle x^{2}+px+q=0.}

## Beispiele
Für den Satz und seine Umkehrung gibt es drei wichtige Anwendungen:
- Es lassen sich damit quadratische Gleichungen zu vorgegebenen Lösungen konstruieren. Möchte man beispielsweise eine quadratische Gleichung {\displaystyle x^{2}+px+q=0} mit den Lösungen {\displaystyle x_{1}=2} und {\displaystyle x_{2}=3} konstruieren, so setzt man {\displaystyle p:=-(x_{1}+x_{2})=-5} und {\displaystyle q:=x_{1}\cdot x_{2}=6} und erhält damit die gesuchte Gleichung {\displaystyle x^{2}-5x+6=0}. Hieraus lassen sich durch Äquivalenzumformungen alle weiteren quadratischen Gleichungen mit den Lösungen {\displaystyle x_{1}=2} und {\displaystyle x_{2}=3} erzeugen.
- Es lassen sich Gleichungssysteme der Form

{\displaystyle {\begin{aligned}x_{1}+x_{2}&=-p\\x_{1}\cdot x_{2}&=q\end{aligned}}}
lösen. Beispielsweise sind die Lösungen {\displaystyle x} und {\displaystyle y} des Systems {\displaystyle x+y=-(-5),x\cdot y=6} die Lösungen der zugehörigen quadratischen Gleichung {\displaystyle x^{2}-5x+6=0}. Nach der Lösungsformel ergibt sich {\displaystyle x=2}, {\displaystyle y=3} oder {\displaystyle x=3}, {\displaystyle y=2}.
- Der Satz kann manchmal (insbesondere, wenn vermutet wird, dass die Gleichung ganzzahlige Lösungen hat) helfen, die Lösungen einer quadratischen Gleichung durch Probieren zu finden: Ist die quadratische Gleichung

{\displaystyle x^{2}-7x+10=0}
gegeben, dann muss für potenzielle Nullstellen {\displaystyle x_{1}}, {\displaystyle x_{2}} gelten:
{\displaystyle {\begin{aligned}x_{1}+x_{2}&=-(-7)=7\\x_{1}\cdot x_{2}&=10\,.\end{aligned}}}
Ganzzahligen Nullstellen müssen also Teiler und Gegenteiler der 10 sein, deren Summe 7 ist. Als Teilerpaare kommen {\displaystyle (1,10)}, {\displaystyle (2,5)}, {\displaystyle (-2,-5)}, oder {\displaystyle (-1,-10)} in Frage. 2 und 5 sind tatsächlich Nullstellen, da {\displaystyle 2+5=7} und {\displaystyle 2\cdot 5=10} ist.

## Beweise

### Beweis des Satzes von Vieta
Der Satz ergibt sich direkt durch Ausmultiplizieren der Nullstellenform durch Koeffizientenvergleich:
{\displaystyle {\begin{aligned}x^{2}+px+q&=(x-x_{1})\cdot (x-x_{2})\\&=x^{2}-(x_{1}+x_{2})\cdot x+x_{1}\cdot x_{2}\end{aligned}}}
und somit {\displaystyle p=-(x_{1}+x_{2})} und {\displaystyle q=x_{1}\cdot x_{2}}.

### Alternativer Beweis
Alternativ folgt der Satz aus der pq-Formel: Für die Lösungen der Gleichung {\displaystyle x^{2}+px+q=0} gilt
{\displaystyle x_{1}=-{\frac {p}{2}}+{\sqrt {\left({\frac {p}{2}}\right)^{2}-q}}} und {\displaystyle x_{2}=-{\frac {p}{2}}-{\sqrt {\left({\frac {p}{2}}\right)^{2}-q}}.}
Addieren der beiden Gleichungen ergibt
{\displaystyle x_{1}+x_{2}=-{\frac {p}{2}}+{\sqrt {\left({\frac {p}{2}}\right)^{2}-q}}+\left(-{\frac {p}{2}}-{\sqrt {\left({\frac {p}{2}}\right)^{2}-q}}\right)=-p}.
Multiplizieren ergibt nach der dritten binomischen Formel
{\displaystyle x_{1}\cdot x_{2}=\left(-{\frac {p}{2}}+{\sqrt {\left({\frac {p}{2}}\right)^{2}-q}}\right)\cdot \left(-{\frac {p}{2}}-{\sqrt {\left({\frac {p}{2}}\right)^{2}-q}}\right)=\left({\frac {p}{2}}\right)^{2}-\left(\left({\frac {p}{2}}\right)^{2}-q\right)=q}.

### Beweis der Umkehrung
Sind {\displaystyle x_{1},x_{2},p} und {\displaystyle q} mit {\displaystyle x_{1}+x_{2}=-p} und {\displaystyle x_{1}\cdot x_{2}=q}, so zeigt man die Behauptung, indem man {\displaystyle p} und {\displaystyle q} in der Gleichung {\displaystyle x^{2}+px+q=0} geeignet substituiert und {\displaystyle x_{1}} bzw. {\displaystyle x_{2}} einsetzt.

## Verallgemeinerung
Der Satz von Vieta über quadratische Gleichungen lässt sich auf Polynomgleichungen bzw. Polynome beliebigen Grades verallgemeinern. Diese Verallgemeinerung des Satzes von Vieta ist die Grundlage für das Lösen von Gleichungen höheren Grades durch Polynomdivision. Nach dem Fundamentalsatz der Algebra gilt:
Jedes (normierte) Polynom {\displaystyle n}-ten Grades mit Koeffizienten in den komplexen Zahlen lässt sich als Produkt von {\displaystyle n} Linearfaktoren darstellen:
{\displaystyle P(x)=x^{n}+a_{n-1}x^{n-1}+\dotsb +a_{2}x^{2}+a_{1}x^{1}+a_{0}=(x-x_{1})(x-x_{2})\dotsm (x-x_{n}).}
{\displaystyle x_{1},x_{2},\dotsc ,x_{n}} sind die Nullstellen des Polynoms; auch wenn alle Koeffizienten {\displaystyle a_{0},a_{1},\dotsc ,a_{n-1}} reell sind, können die Nullstellen komplex sein. Nicht alle {\displaystyle x_{i}} müssen verschieden sein.
Nun ergibt sich durch Ausmultiplizieren und Koeffizientenvergleich:
{\displaystyle a_{n-j}=(-1)^{j}\sigma _{j},\quad j=1,\dotsc ,n},
wobei
{\displaystyle \sigma _{k}=\sum _{1\leq i_{1}<i_{2}<\dotsb <i_{k}\leq n}x_{i_{1}}\cdots x_{i_{k}}}
die sogenannten Elementarsymmetrischen Polynome in {\displaystyle x_{1}} bis {\displaystyle x_{n}} sind. Für quadratische Polynome ({\displaystyle n=2}) erhält man so den Satz von Vieta, für Polynome beliebigen Grades {\displaystyle n} erhält man somit als Verallgemeinerung: Die Koeffizienten {\displaystyle a_{i}} des Polynoms sind bis aufs Vorzeichen {\displaystyle (-1)^{n-i}} gleich den elementarsymmetrischen Funktionen {\displaystyle \sigma _{n-i}} in den Nullstellen {\displaystyle x_{j}}. 
Der Aufbau der Koeffizienten für das oben gezeigte Polynom {\displaystyle \textstyle P(x)} vom Grad {\displaystyle n} in Normalform lässt sich ganz allgemein so angeben:
{\displaystyle {\begin{array}{r c l}a_{n-1}&=&-(x_{1}+x_{2}+\dotsb +x_{n})\\a_{n-2}&=&+(x_{1}\cdot x_{2}+x_{1}\cdot x_{3}+\dotsb +x_{2}\cdot x_{3}+\dotsb +x_{n-1}\cdot x_{n})\\a_{n-3}&=&-(x_{1}\cdot x_{2}\cdot x_{3}+x_{1}\cdot x_{2}\cdot x_{4}+\dotsb +x_{2}\cdot x_{3}\cdot x_{4}+\dotsb +x_{n-2}\cdot x_{n-1}\cdot x_{n})\\&\vdots &\\a_{0}&=&(-1)^{n}\cdot x_{1}\cdot x_{2}\dotsm x_{n}\\\end{array}}}

### Beispiel
Für ein Polynom vierten Grades
{\displaystyle P(x)=x^{4}+a_{3}\cdot x^{3}+a_{2}\cdot x^{2}+a_{1}\cdot x+a_{0}=(x-x_{1})(x-x_{2})(x-x_{3})(x-x_{4})}
ergibt sich:
{\displaystyle {\begin{array}{r c l c l}-a_{3}&=&\sigma _{1}&=&x_{1}+x_{2}+x_{3}+x_{4}\\a_{2}&=&\sigma _{2}&=&x_{1}x_{2}+x_{1}x_{3}+x_{1}x_{4}+x_{2}x_{3}+x_{2}x_{4}+x_{3}x_{4}\\-a_{1}&=&\sigma _{3}&=&x_{1}x_{2}x_{3}+x_{1}x_{2}x_{4}+x_{1}x_{3}x_{4}+x_{2}x_{3}x_{4}\\a_{0}&=&\sigma _{4}&=&x_{1}x_{2}x_{3}x_{4}\\\end{array}}}
Eine wichtige Anwendung des Satzes für {\displaystyle n=3} und {\displaystyle n=4} ist die Rückführung der kubischen Gleichung auf eine quadratische Gleichung und der Gleichung 4. Grades auf eine kubische Gleichung, die sog. kubische Resolvente.
Allgemein gilt der Wurzelsatz von Vieta auch für Polynome mit Koeffizienten in anderen Körpern, solange diese nur algebraisch abgeschlossen sind.

## Weblink
- Beweis durch direkte Rechnung (für Schüler) auf der Web-Site von Rudolf Brinkmann